# G. K. Butterfield

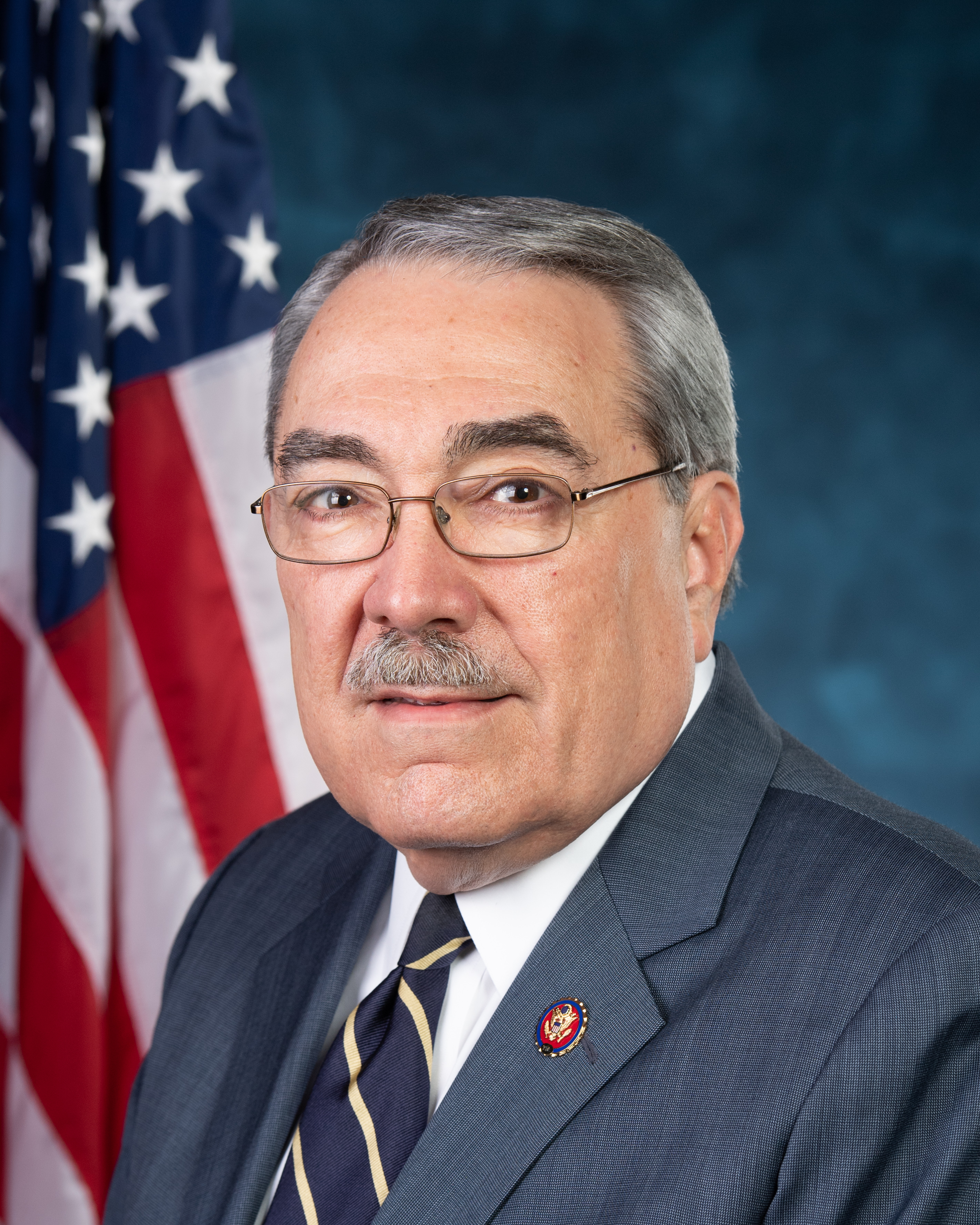
G. K. Butterfield (2019)

George Kenneth „G. K.“ Butterfield, Jr. (* 27. April 1947 in Wilson, Wilson County, North Carolina) ist ein amerikanischer Politiker der Demokratischen Partei. Von 2014 bis 2022 vertrat er den ersten Distrikt des Bundesstaats North Carolina im US-Repräsentantenhaus.

## Familie, Ausbildung und Beruf
George Kenneth Butterfield stammt aus einer Familie, in der die Rassenproblematik in den Vereinigten Staaten deutlich wird:
Eine seiner Urgroßmütter war eine afroamerikanische Sklavin, der Urgroßvater ein Weißer, der möglicherweise Sklavenhalter gewesen war. Ihr Sohn, Butterfields Großvater mütterlicherseits, wurde Baptistenpriester in Wilson, seine Mutter Addie Lourine Davis war eine Lehrerin, die in der Zeit der Rassentrennung keine reguläre High School besuchen konnte und deshalb an einem Internat der Shaw University in Raleigh (North Carolina) ausgebildet wurde. Butterfield wuchs in der Heimatstadt seiner Mutter Wilson auf, als dort noch Rassentrennung herrschte. Sein Vater George Kenneth Butterfield Sr. war mit sechzehn Jahren aus Bermuda nach North Carolina eingewandert, hatte sich dort als Zahnarzt niedergelassen und die lokale Sektion der National Association for the Advancement of Colored People 1947 mitgegründet.
Er besuchte die Charles H. Darden High School in seiner Geburtsstadt Wilson und studierte bis 1971 an der North Carolina Central University in Durham, wo er einen Bachelor of Arts in Soziologie und politischer Wissenschaft erwarb. Dazwischen diente er 1968 bis 1970 in der US Army als Specialist. Nach einem Jurastudium an derselben Universität, das er 1974 mit dem Juris Doctor (J.D.) beendete, und seiner im selben Jahr erfolgten Zulassung, begann er als Rechtsanwalt zu arbeiten. Von 1975 bis 1988 war er Partner der Kanzlei Fitch, Butterfield and Wynn. Zwischen 1988 und 2004 bekleidete er in seinem Heimatstaat North Carolina verschiedene Richterstellen, von 2001 bis 2002 am North Carolina Supreme Court. Seit 2003 ist er Vizepräsident der Anwaltskammer North Carolinas.
Der Baptist Butterfield ist geschieden und hat drei Kinder. Er lebt in Wilson (North Carolina).

## Politische Laufbahn
Nach dem Rücktritt des Kongressabgeordneten Frank Ballance wurde Butterfield bei der fälligen Nachwahl für den ersten Sitz von North Carolina als dessen Nachfolger in das US-Repräsentantenhaus gewählt, wo er am 20. Juli 2004 sein Mandat antrat. Sein Wahlkreis umfasst den Nordosten des Bundesstaates und ist stark demokratisch geneigt. Er konnte sich bei allen Wahlen mit mehr als 54 % der Stimmen durchsetzen. Sein bestes Ergebnis erzielte er im Jahr 2006, als er ohne Gegenkandidat blieb und dementsprechend einstimmig wiedergewählt wurde. Sein schlechtestes Ergebnis erzielte er bei der Wahl 2020, als er sich mit nur 54,2 Prozent der Stimmen durchsetzte.
Butterfield gab im November 2021 bekannt, nicht für eine weitere Amtszeit kandidieren zu wollen. Er begründete dies sowohl mit seinem fortgeschrittenen Alter als auch mit der Umformung der Kongresswahlbezirke (Gerrymandering) in North Carolina, die den Republikanern im nächsten Jahrzehnt sehr wahrscheinlich Vorteile verschaffen wird. Er trat schon am 30. Dezember 2022, vier Tage vor dem eigentlichen Ende seiner Amtszeit, aus dem Kongress aus, um als Lobbyist zu arbeiten. Sein Nachfolger für den ersten Distrikt ist sein Parteikollege Don Davis.

### Ausschüsse
Butterfield war Mitglied im Committee on Energy and Commerce, Committee on House Administration, Committee on Ethics, Committee on Armed Services, Committee on Agricultur sowie im Joint Committee on the Library. Für die Zeit des 114. Kongresses 2015 bis 2017 war er Vorsitzender des Congressional Black Caucus, der Vereinigung der Afroamerikaner im Kongress. Als einer der acht Chief Deputy Whips der Demokraten unter Jim Clyburn seit 2007, galt Butterfield in seiner Fraktion als einflussreich im Hintergrund. Außerdem war er Mitglied in 25 weiteren Caucuses.

## Positionen
G. K. Butterfield unterstützte Obamacare, die Gesundheitsreform von Präsident Barack Obama. Er setzte sich für höhere Steuern für besser Verdienende und Steuersenkungen für Menschen mit durchschnittlichen und niedrigen Einkommen ein. Einer seiner Schwerpunkte war eine Ausweitung des Wahlrechts. So setzte er sich für eine Verbesserung des Voting Rights Act von 1965 ein, der die Rechte von Minderheiten schützt, nach einem Urteil des Obersten Gerichtshofs 2013 aber teilweise aufgehoben worden war.